# Izabela Kilikijska
Izabela (armensko Զապել, latinizirano: Zapel) ali Zabel je bila od leta 1219 do svoje smrti kraljica Armenske Kilikije, * 27. januar 1216/25. januar 1217, † 23. januar 1252. 
Pod regentstvom Konstantina Baberonskega se je poročila s knezom Filipom Antioškim. Filipovo žaljivo vedenje do Armencev je privedlo do njegove aretacije in zastrupitve. Konstantin je nato Izabelo poročil s svojim sinom Hetumom.

## Zgodnja leta
Izabela je bila edini otrok kralja Leona I. in njegove druge žene Sibile Ciprske. V mladosti so jo zaročili z Andrejem Ogskim, knezom Galicije, vendar do poroke ni prišlo.
Kralj Leon I. je umrl maja 1219. V tem času je kilikijski prestol zase zahteval Rajmond-Ruben, vnuk Rubena III., a je bil poražen, ujet in usmrčen. Izabela je bila pod regentstvom Adama Bagrasa leta 1219 razglašena za kraljico. Po atentatu na Adama Bagrasa je bil za njenega skrbnika imenovan Konstantin Baberonski,  ki je leta 1222 organiziral Izabelino poroko s Filipom. Filip je s svojim obnašanjem žalil Armence in celo oropal kraljevo palačo ter poslal kraljevo krono v Antiohijo. Armenci so ga zato v Sisu zaprli in kasneje zastrupili.

## Žena Hetuma Barbaronskega
Leta 1226 se je Izabela poročila s Hetumom, sinom svojega regenta Konstantina. Zakonsko zvezo je Rim leta 1237 legaliziral. Obstajajo dokazi, da je imela Izabela določeno stopnjo vladarske moči, saj več virov omenja, da je skupaj z možem podpisala uradno listino, s katero je strateško pomemben grad in mesto Haronie prenesla na viteze tevtonskega reda. Pokopana je bila v samostanu Trazarg. 

## Zakonski zvezi in otroci
Izabela se je leta 1222 poročila s Filipom Antioškim, ki je leta 1226 umrl. Po njegovi smrti se je poročila s Hetumom I. Kilikijskim. V zakonu z njim so bili rojeni: 
- Eufemija[3] (? – 1309), poročena z Julijanom Sidonskim[12]
- Sibila (? – 1290), poročena s knezom Bohemondom VI. Antiohijskim[12]
- Rita (? – ?), poročena s Konstantinom Servantikarskim[12]
- Leon II., kralj Kilikijske Armenije
- Toros (1244 –  24 August 1266)[13]
- Izabela (? – ok. 1268)
- Marija, poročena z Gvidom Ibelinskim, sinom ciprskega senešala Baldvina Ibelinskega